# Public Pigeon No. 1
Public Pigeon No. 1 is een Amerikaanse filmkomedie uit 1957 onder regie van Norman Z. McLeod. Destijds werd de film in Nederland uitgebracht onder de titel Staatsvijand no. 1.

## Verhaal
De naïeve Rusty Morgan wordt het slachtoffer van oplichters. Ze overtuigen hem om hun waardeloze uraniumcertificaten op te kopen en door hun schuld verliest hij zijn baan in een café. Zijn vriendin Edith Enders en de politieagent Ross Qualen bedenken een plannetje om de bende op te rollen.

## Rolverdeling
| Acteur         | Personage             |
| -------------- | --------------------- |
| Red Skelton    | Rusty Morgan          |
| Janet Blair    | Edith Enders          |
| Vivian Blaine  | Rita DeLacey          |
| Jay C. Flippen | Ross Qualen           |
| Allyn Joslyn   | Harvey Baker          |
| Benny Baker    | Frankie Frannis       |
| Milton Frome   | Avery                 |
| John Abbott    | Dipso Dave Rutherford |
| Howard McNear  | Bewaker               |